# Natalie Coughlin
Natalie Coughlin (Vallejo, Estats Units 1982) és una nedadora estatunidenca, guanyadora d'onze medalles olímpiques i considerada una de les millors nedadores de la dècada del 2000.
En la seva participació en els Jocs Olímpics d'Estiu de 2008 es convertí en la primera esportista nord-americana en la història moderna dels Jocs en aconseguir sis medalles olímpiques, i la primera dona a aconseguir revalidar el títol olímpic en la prova de 100 metres esquena.

## Biografia
Va néixer el 23 d'agost de 1982 a la ciutat de Vallejo, població situada a l'estat de Califòrnia. Va estudiar a la Universitat de Berkeley, on es va llicenciar en psicologia l'any 2005.

## Carrera esportiva
Destacà en el panorama internacional en guanyar la primera medalla en el Campionat del Món de natació de 2001 realitzat a Fukuoka (Japó), on aconseguí guanyar la medalla d'or en els 100 metres esquena, si bé fou a l'agost de 2002 quan realitzà la seva primera gesta a Fort Lauderdale (Florida), convertint-se en la primera dona a aconseguir baixar del minut en la prova de 100 metres esquena. Aquell mateix any fou nomenada nedadora mundial de l'any per la revista Swimming World Magazine.
Va participar en els, 21 anys, en els Jocs Olímpics d'Estiu de 2004 realitzats a Atenes (Grècia), on va aconseguir guanyar 5 medalles en les cinc proves disputades: la medalla d'or en les proves de 10 metres esquena i relleus 4x200 metres lliures; la medalla de plata en les proves de relleus 4x100 metres lliures i relleus 4x100 metres estils; i la medalla de bronze en la prova dels 100 metres lliures. En els Jocs Olímpics d'Estiu de 2008 realitzats a Pequín (República Popular de la Xina) aconseguí guanyar 6 medalles en les sis proves disputades: la medalla d'or en la prova dels 100 metres esquena; la medalla de plata en les proves de relleus 4x100 metres lliures i relleus 4x100 metres estils; i la medalle de bronze en les proves dels 100 metres lliures, relleus 4x200 metres lliures i 200 metres estils.
Al llarg de la seva carrera ha guanyat 15 medalles en el Campionat del Món de natació, destacant 5 medalles d'or, 6 medalles de plata i 4 medalles de bronze. En els Campionats de Natació Pan Pacific ha guanyat 16 medalles, entre elles 11 medalles d'or.